# Provincia di Quang Tri
Quang Tri (vietnamita: Quảng Trị) è una provincia del Vietnam, della regione di Bắc Trung Bộ. Occupa una superficie di 4744,3 km² e ha una popolazione di 632.375 abitanti. 
La capitale provinciale è Đông Hà. 

## Geografia

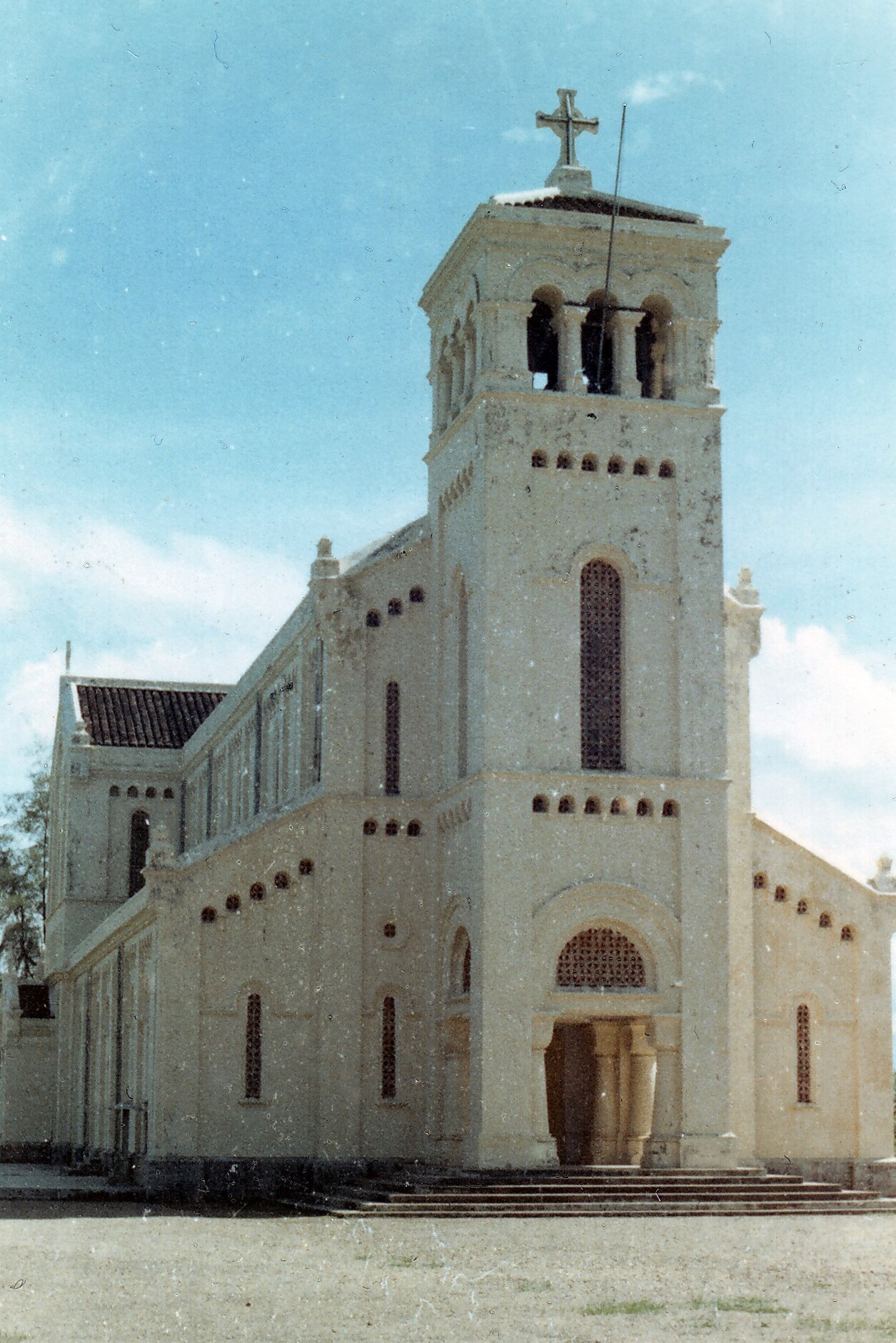
La Basilica di Notre-Dame di La Vang, che si trova nel Comune di Hai Phu, è il santuario nazionale cattolico del Vietnam.

La provincia si trova nella regione di Bac Trung Bo (Costa centro-settentrionale) e confina a nord con la provincia di Quảng Bình, a sud con la Huế e ad ovest con la provincia di Savannakhet del Laos, mentre ad est è bagnata dal mar cinese meridionale, con una linea costiera di circa 75 chilometri. Il terreno è prevalentemente montuoso e dominato dalla catena Annamita, ad eccezione della stretta fascia costiera.

## Distretti
Di questa provincia fanno parte i distretti:
- Cam Lộ
- Cồn Cỏ
- Đa Krông
- Gio Linh
- Hải Lăng
- Hướng Hóa
- Triệu Phong
- Vĩnh Linh

Ad essi vanno aggiunte le municipalità di Đông Hà e di Quảng Trị.